# دوایت بایکس
دوایت بایکس (انگلیسی: Dwight Buycks؛ زادهٔ ۶ مارس ۱۹۸۹) بازیکن بسکتبال اهل ایالات متحده آمریکا است. از باشگاه‌هایی که در آن بازی کرده‌است می‌توان به لس آنجلس لیکرز اشاره کرد.